# Noctua innuba
Noctua innuba là một loài bướm đêm trong họ Noctuidae.